# 마이크로소프트 프레스

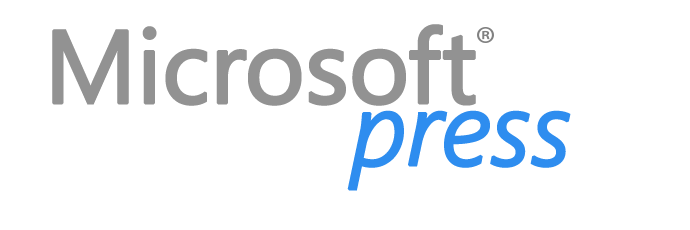
마이크로소프트 프레스

마이크로소프트 프레스(Microsoft Press)는 마이크로소프트의 출판사로서 일반적으로 다양한 최신 마이크로소프트 기술을 다루는 책을 출판한다. 마이크로소프트 프레스가 소개한 책은 1984년 "West Coast Computer Faire"에서 캐리 루(Cary Lu)가 쓴 애플 매킨토시 북(The Apple Macintosh Book)과 피터 노튼(Peter Norton)이 쓴 "IBM PC주니어 홈 컴퓨터 탐구"(Exploring the IBM PCjr Home Computer)이다. 이 출판사는 찰스 페졸드, 스티브 맥도넬, 마크 러시노비치 및 제프리 레처(Jeffrey Richter)와 같은 다른 유명 작가들의 책을 계속해서 출판했다.
2009년 계약에 따라 오라일리 미디어는 마이크로소프트 프레스 서적의 공식 배포자가 되었다. 2014년에는 대리점이 피어슨으로 변경되었다. 2016년 7월, 마이크로소프트 프레스 편집진이 해고되었다.